# Le Pont-de-Planches
Le Pont-de-Planches är en kommun i departementet Haute-Saône i regionen Bourgogne-Franche-Comté i östra Frankrike. Kommunen ligger i kantonen Fresne-Saint-Mamès som tillhör arrondissementet Vesoul. År 2018 hade Le Pont-de-Planches 245 invånare.

## Befolkningsutveckling
Antalet invånare i kommunen Le Pont-de-Planches
| Referens: INSEE |